# She (Groove-Coverage-Lied)
She (dt. Sie) ist ein Popsong des deutschen Duos Groove Coverage aus ihrem zweiten Studioalbum 7 Years and 50 Days. Der Titel wurde im Juli 2004 als vierte Single ausgekoppelt. Die Melodie des Liedes stammt von dem Weihnachtslied Stern über Bethlehem von Alfred Hans Zoller.

## Hintergrund
Der Song wurde am 26. Juli 2004 von Zeitgeist Records in Deutschland als Single veröffentlicht. Produziert wurde She von Axel Konrad und Ole Wierk; den neuen Songtext schrieb Lou Bega. Er handelt von der Besonderheit der Frau und ihrer Unvergesslichkeit in unser aller Leben.
Das Musikvideo zur Single wurde unter der Regie von Eric Hillenbrand realisiert. Er zeigt eine Gruppe junger fröhlicher Frauen am Weiher beim Campieren und Feiern.

## Chartplatzierungen
She konnte sich in Deutschland und Österreich in den Top 20 der Hitparaden platzieren.
| ChartsChartplatzierungen | Höchstplatzierung | Wochen |
| ------------------------ | ----------------- | ------ |
| Deutschland (GfK)        | 16 (11 Wo.)       | 11     |
| Österreich (Ö3)          | 14 (17 Wo.)       | 17     |

## Titelliste der Single
1. She (Radio Edit) – 3:50
2. She (Extended Version) – 5:31
3. She (Droggn-Abroggn Remix) – 3:18
4. She – 2:23
5. She (Skam Remix) – 5:55
6. She (Canadian Remix) – 3:30